# Carposina marginata
Carposina marginata is een vlinder uit de familie van de Carposinidae. De wetenschappelijke naam van de soort is voor het eerst geldig gepubliceerd in 1931 door Philpott.